# Klokočov (Havlíčkův Brod-i járás)
Klokočov település Csehországban, a Havlíčkův Brod-i járásban. Klokočov Seč, Rušinov és Jeřišno településekkel határos. Lakosainak száma 116 fő (2024. január 1.).

## Népesség
A település lakosságának változását az alábbi diagram mutatja:
| Lakosok száma | 505  | 440  | 575  | 309  | 181  | 140  | 126  | 126  | 121  | 116  |
|               | 1869 | 1890 | 1921 | 1950 | 1980 | 2001 | 2017 | 2019 | 2022 | 2024 |